# Isanthrene basiferoides
Isanthrene basiferoides är en fjärilsart som beskrevs av Embrik Strand 1915. Isanthrene basiferoides ingår i släktet Isanthrene och familjen björnspinnare. Inga underarter finns listade i Catalogue of Life.